# Mimocoelosterna hainanensis
Mimocoelosterna hainanensis är en skalbaggsart som beskrevs av Stefan von Breuning 1966. Mimocoelosterna hainanensis ingår i släktet Mimocoelosterna och familjen långhorningar. Inga underarter finns listade i Catalogue of Life.